# Lewis Barnes
Lewis „Flip“ Barnes (* 21. Mai 1955) ist ein US-amerikanischer Jazztrompeter.

## Leben und Wirken
Lewis Barnes stammt aus Virginia, studierte an der Howard University in Washington, D.C. und arbeitete ab den 1990er-Jahren in den Formationen und Bandprojekten von William Parker, wie dessen regulären Quartett, dem Little Huey Creative Music Orchestra und Raining on the Moon, ferner spielte er im William Hooker Sextet, mit Jean-Paul Bourelly, Paul Haines, The Holmes Brothers, Norah Jones, Darius Jones, Jemeel Moondoc (Spirit House 2000), Steve Swell und David S. Ware. Im Bereich des Jazz war er zwischen 1986 und 2008 an 37 Aufnahmesessions beteiligt.
Barnes ist von Miles Davis, Kenny Dorham, Booker Little und Thad Jones beeinflusst. Sein Sohn Alex Celcis ist Rapper.

## Diskographische Hinweise
- Lewis Barnes / Rob Brown / Roy Campbell / Marco Eneidi: Mass for the Healing of the World
- Noizland & Lewis Barnes (Nu Bop Records, 2007), mit Luca Bernard, Donato Stolfi, Gianluca Locci, Maurizio Pulina, Alessandro Palmitessa
- William Parker Quartet: Petit Oiseau (2008)
- William Parker: I Plan to Stay a Believer: The Inside Songs of Curtis Mayfield (2010)
- William Parker: O'Neal's Porch (2020)